# Slovenija na Poletnih olimpijskih igrah 2008
Slovenija na Poletih olimpijskih igrah 2008, ki so potekale v Pekingu, Ljudska republika Kitajska. To je bil peti nastop na Poletih olimpijskih igrah za Slovenijo, ki jo je zastopalo dvainšestdeset športnikov v enajstih športnih. Na otvoritveni slovesnosti je bila zastavonoša Urška Žolnir. Slovenski športniki so osvojili eno zlato ter po dve srebrni in bronasti medalji, kar je največ medalj na olimpijskih igrah za Slovenijo. Zlato medaljo je osvojil Primož Kozmus v atletiki, srebrni Sara Isakovič v plavanju in Vasilij Žbogar v jadranju, bronasti pa Lucija Polavder v judu in Rajmond Debevec v streljanju. 

## Medalje
| Medalja | Dobitnik/-ca    | Šport      | disciplina             |
| ------- | --------------- | ---------- | ---------------------- |
| Zlato   | Primož Kozmus   | Atletika   | Moški met kladiva      |
| Srebro  | Sara Isakovič   | Plavanje   | Ženske 200 m prosto    |
| Srebro  | Vasilij Žbogar  | Jadranje   | Moški razred laser     |
| Bron    | Lucija Polavder | Judo       | ženske nad 78 kg       |
| Bron    | Rajmond Debevec | Streljanje | Trojni položaj na 50 m |

## Discipline

### Atletika
Moški 
1. Boštjan Buč, 3000m zapreke
2. Roman Kejžar, maraton
3. Primož Kozmus, kladivo
4. Matija Kranjc, kopje
5. Matic Osovnikar, 100m, 200m
6. Rožle Prezelj, višina
7. Jurij Rovan, palica
8. Damjan Sitar,
9. Miroslav Vodovnik, krogla
10. Damjan Zlatnar, 110m ovire

Ženske 
1. Nina Kolarič, daljina
2. Brigita Langerholc, 800m
3. Martinka Ratej, kopje
4. Sonja Roman, 1500m
5. Marija Šestak, troskok
6. Pia Tajnikar, 100m
7. Sabina Veit, 200m

Spremljevalci 
1. Martin Steiner, vodja ekipe
2. Srđan Đorđević, trener
3. Matija Šestak, trener
4. Dušan Prezelj, trener
5. Vladimir Kevo, trener
6. Marjan Štimec, trener
7. Jurij Šorli, zdravnik
8. Khalid Nasif, medicinsko osebje
9. Albert Šoba, trener
10. Ladislav Mesarič, trener

### Badminton
Ženske 
1. Maja Tvrdy, posamezno

Spremljevalci 
1. Mykola Peshekhonov, trener

### Jadranje
Moški 
1. Karlo Hmeljak, 470
2. Mitja Nevečny, 470
3. Gašper Vinčec, finn
4. Vasilij Žbogar, laser

Ženske 
1. Vesna Dekleva,
2. Klara Maučec,

Spremljevalci 
1. Trevor Millar, George, trener
2. Samo Potokar, trener
3. Roman Teply, trener
4. Dušan Puh, trener
5. Janez Mrak, vodja ekipe

### Judo
Moški 
1. Matjaž Ceraj, nad 100 kg
2. Rok Drakšič, do 60 kg
3. Aljaž Sedej, do 81 kg

Ženske 
1. Lucija Polavder, nad 78 kg
2. Urška Žolnir, do 63 kg

Spremljevalci 
1. Marjan Fabjan, vodja ekipe
2. Gregor Brod, trener
3. Filip Leščak, trener

### Kajak-kanu na divjih vodah
Moški 
1. Peter Kauzer, K-1 slalom

Spremljevalci 
1. Andrej Jelenc, vodja ekipe
2. Urban Komac, fizioterapevt
3. Peter Kauzer starejši, trener
4. Marjan Koršič, zdravnik

### Kajak-kanu na mirnih vodah
Moški 
1. Jernej Župančič Regent, K-1 1000m

Ženske 
1. Špela Ponomarenko, K-1 500m

### Kolesarjenje - cestno
Moški 
1. Borut Božič, enodnevna cestna dirka
2. Jurij Golčer, enodnevna cestna dirka
3. Simon Špilak, enodnevna cestna dirka, kronometer
4. Tadej Valjavec, enodnevna cestna dirka

Ženske 
1. Sigrid Corneo, Teresa, enodnevna cestna dirka

Spremljevalci 
1. Dušan Kovačič, fizioterapevt
2. Martin Hvastija, vodja ekipe
3. Andrej Sajovec, tehnično osebje

### Kolesarjenje - gorsko
Ženske 
1. Blaža Klemenčič, kros

Spremljevalci 
1. Robert Pintarič, trener

### Namizni tenis
Moški 
1. Bojan Tokič, posamezno

Spremljevalci 
1. Bojan Rak, trener

### Plavanje
Moški 
1. Damir Dugonjič, 100m prsno
2. Jernej Godec, 50m prosto
3. Peter Mankoč, 100m delfin, 100m prosto
4. Matjaž Markič, 100m prsno

Ženske 
1. Anja Čarman, 100m hrbtno, 200m hrbtno
2. Sara Isakovič, 100m delfin, 200m delfin,
3. Anja Klinar, 200m mešano, 400m mešano
4. Nina Sovinek, 100m prosto, 50m prosto
5. Teja Zupan, 10 km - daljinsko plavanje

Spremljevalci 
1. Roni Pikec, trener
2. Miha Potočnik, trener
3. Čermak Vladimir, vodja ekipe
4. Dmitrij Mancevič, trener
5. Ciril Globočnik, tehnično osebje

### Športna gimnastika
Moški 
1. Mitja Petkovšek, bradlja

Ženske 
1. Adela Šajn, gred, parter

Spremljevalci 
1. Silvo Marinčič, trener
2. Edvard Kolar, trener
3. Igor Fedoruk, fizioterapevt

### Strelstvo
Moški 
1. Rajmond Debevec, MK puška 3x40, MK

Spremljevalci 
1. Alojz Mikolič, trener

### Veslanje
Moški 
1. Iztok Čop, dvojni dvojec
2. Gašper Fistravec, dvojni četverec
3. Janez Jurše, dvojni četverec
4. Jernej Jurše, dvojni četverec
5. Rok Kolander, četverec brez krmarja
6. Miha Pirih, četverec brez krmarja
7. Tomaž Pirih, četverec brez krmarja
8. Rok Rozman, četverec brez krmarja
9. Luka Špik, dvojni dvojec
10. Janez Zupanc, dvojni četverec

Spremljevalci 
1. Miloš Janša, glavni trener
2. Dušan Jurše, trener
3. Kozjek Rotovnik, Nada, zdravnik
4. Marko Roner, fizioterapevt
5. Fatur Drab, Friderika, vodja ekipe

## Vodstvo delegacije
Spremljevalci 
1. Borut Kolarič, administrativno osebje
2. Blaž Perko, administrativno osebje
3. Žiga Dobnikar, administrativno osebje
4. Janko Dvoršak, pomočnik vodje delegacije
5. Branislav Dmitrović, press ataše
6. Andraž Vehovar, vodja delegacije
7. Rudi Čajavec, zdravnik